# Приютский сельский совет
Приютский сельский совет (укр. Приютська сільська рада) — входит в состав
Магдалиновского района
Днепропетровской области
Украины.
Административный центр сельского совета находится в 
с. Приют.

## Населённые пункты совета
- с. Приют
- с. Весёлое
- с. Вишнёвое
- с. Ивановка
- с. Нововасилевка
- с. Новоспасское
- с. Тарасо-Шевченковка